# Creu de l'Aparició
La Creu de l'Aparició és una creu situada a la plaça del Monestir del Miracle, al municipi de Riner (Solsonès).

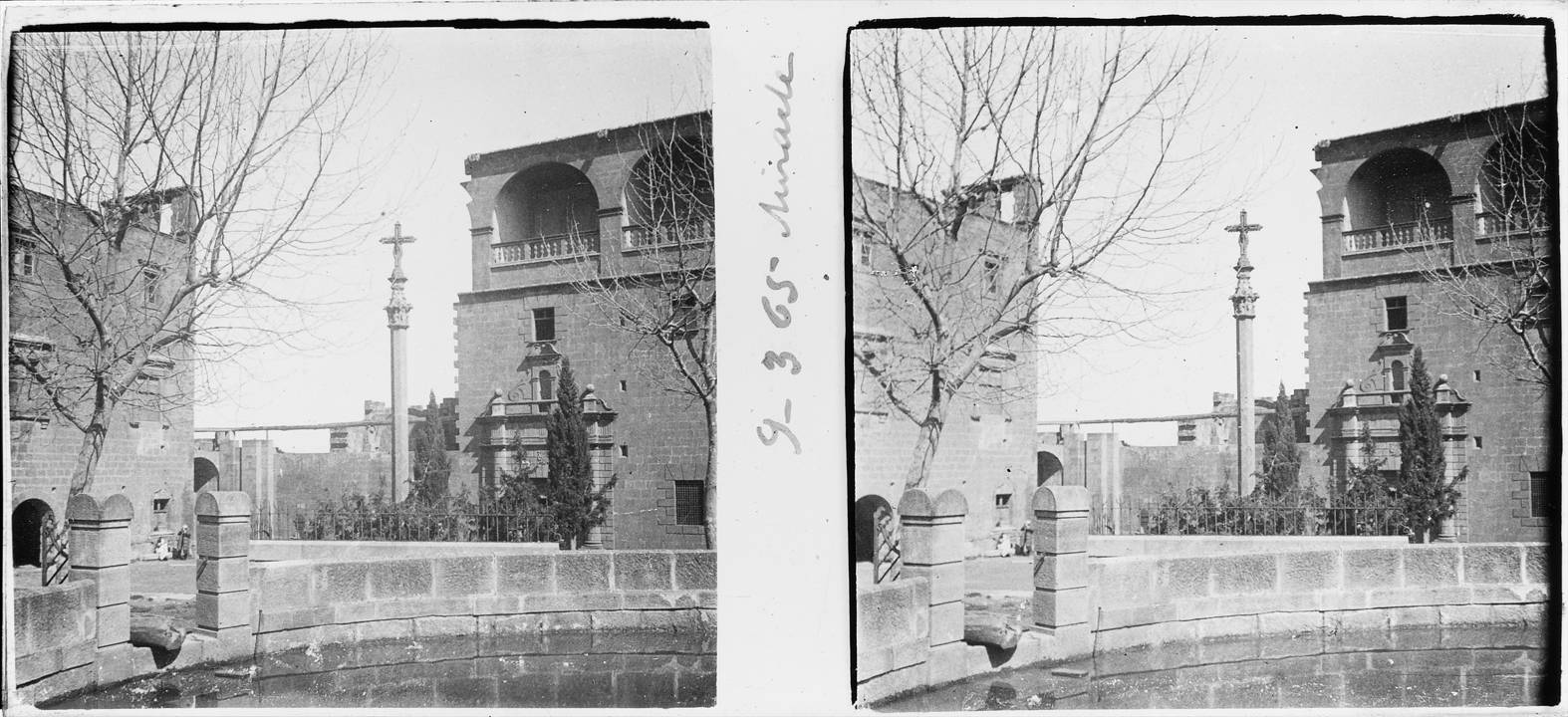
Creu original

És una creu de terme que es col·locà al lloc on segons sembla la Mare de Déu s'aparegué a dos pastors el 3 d'agost de 1458, lloc amb una bassa conegut com el prat de Bassadòria, on els veïns portaven a abeurar el ramat. La creu original era gòtica (s. XV-XVI), amb un magnífic capitell adornat amb vuit estatuetes representant sant Martí, santa Elena, sant Pau, un àngel, sant Llorenç, santa Engràcia, sant Pere i un altre àngel. Va ser destruida durant la guerra civil (1936-1939), però se'n conserva un fragment al Museu Diocesà de Solsona. Va ser substituïda per la creu actual, la qual s'assenta sobre la base octogonal de la creu antiga que, en la cara que mira a l'església, hi té gravada la següent inscripció: 'RESTAURADA EN 1898', i en les dues cares que miren a la Casa Gran, aquesta altra: 'AQUÍ LA MARE DE DEU APAREGUE ALS PASTORETS DE LA CIROSA LO DIA 3 D'AGOST DE 1458. ADORABIMUS IN LOCO UBI STETERUNT PEDES EIUS'.
Encastada al mur que delimita la plaça per la banda de migjorn, sota mateix de la creu, hi ha una placa de marbre que porta inscrita la primera part de les paraules dites per la Verge Nena al Jaumet.